# Micrulia medioplaga
Micrulia medioplaga är en fjärilsart som beskrevs av Swinhoe 1902. Micrulia medioplaga ingår i släktet Micrulia och familjen mätare. Inga underarter finns listade i Catalogue of Life.